# 黄金の詩

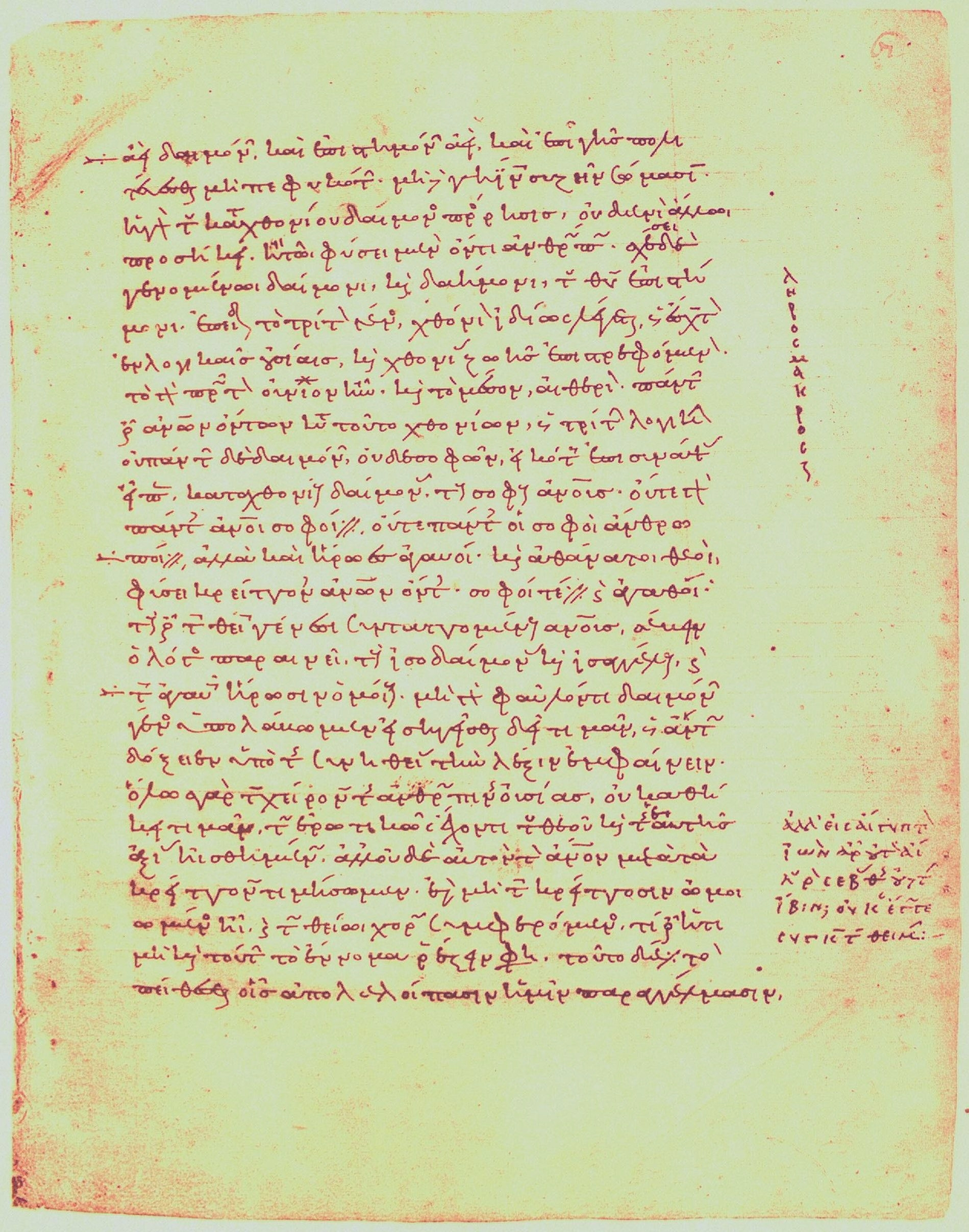
アレクサンドリアのヒエロクレス『黄金の詩註解』10世紀の写本

『黄金の詩』（おうごんのし、英: Golden Verses、古希: χρυσᾶ ἔπη）または『黄金詩篇』『金言詩』は、古代ギリシアのピタゴラスまたはピタゴラス派の著作とされる書物。実際の著者は不明。
謙譲・忍耐・自制・敬神などの道徳や、道徳的生活による魂の浄化を説く、六歩格71行の詩。ピタゴラス教団の教理問答に由来する書物とも考えられる。
5世紀のアレクサンドリアのヒエロクレス（アテナイのプルタルコス門下の新プラトン主義者）が、詳細な註解を書いた。ヒエロクレスの註解は、プラトンとピタゴラスの一致を説くものであり、後世にはキリスト教と親和的なものとしても読まれた。
ルネサンス期には、人文主義者のヨアンネス・アウリスパが、ヒエロクレスの註解をラテン語に翻訳した。以降、アルドゥス・マヌティウスに出版されたり、ギリシア語教科書に収録されたり、各国語に翻訳されたりした。
ピタゴラス派の偽書は他にも多くあり、テアノ、ピンテュス、ペリクティオネら女性哲学者に仮託される書物が挙げられる。一方で、ピタゴラスはソクラテスなどと同様、書き言葉を戒めたとも伝えられる。

## 翻訳

### 日本語訳
- 水地宗明 訳『ポルピュリオス ピタゴラスの生涯 付録:黄金の詩』晃洋書房、2007年。ISBN 978-4771018921。